# Richard M. Young

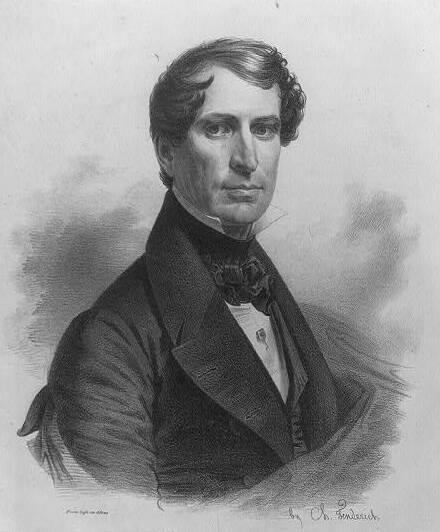
Richard M. Young

Richard Montgomery Young (* 20. Februar 1798 in Lexington, Kentucky; † 28. November 1861 in Washington, D.C.) war ein US-amerikanischer Jurist und Politiker (Demokratische Partei), der den Bundesstaat Illinois im US-Senat vertrat.
Nach dem Besuch der Dorfschule und einer Privatschule im Jessamine County studierte Richard Young die Rechtswissenschaften und wurde 1816 in die Anwaltskammer von Kentucky aufgenommen. Im folgenden Jahr zog er nach Illinois und ließ sich in Jonesboro als Jurist nieder. Dort trat er auch der Staatsmiliz bei, in der er den Rang eines Captain bekleidete.
Seine politische Laufbahn begann Young als Abgeordneter im Repräsentantenhaus von Illinois zwischen 1820 und 1822. Von 1825 bis 1837 war er Richter für den fünften Gerichtskreis der Vereinigten Staaten. Dieses Amt legte er nieder, nachdem er in den US-Senat gewählt worden war. Er nahm sein Mandat in Washington ab dem 4. März 1837 wahr und absolvierte eine volle sechsjährige Amtsperiode. Während dieser Zeit war er unter anderem Vorsitzender des Committee on Roads and Canals; außerdem gehörte er einer diplomatischen Delegation an, die 1839 in England Verhandlungen über ein Darlehen an Illinois führte.
Nach dem Abschied aus dem Senat wurde Young zunächst zum Richter am Supreme Court of Illinois ernannt und verblieb dort bis 1847. Dabei führte er unter anderem den Vorsitz im Prozess um den Mord an Joseph Smith, dem Begründer der Kirche Jesu Christi der Heiligen der Letzten Tage, bei dem alle fünf Angeklagten durch die Geschworenen freigesprochen wurden. US-Präsident James K. Polk setzte ihn danach als Commissioner des General Land Office ein; von 1850 bis 1851 war er als Clerk des US-Repräsentantenhauses der mit der Organisation des Arbeitsablaufes im Parlament befasste Beamte. Schließlich arbeitete Young wieder als Anwalt in Washington, wo er 1861 starb.